# Idioma iñupiaq
Iñupiaq, iñupiac, inupiaq o inupiatun es un grupo de dialectos del idioma inuit que se habla en el norte y noroeste de Alaska, hablado por 10 000 personas de la etnia inupiat. El Inupiaq propio de Alaska tiene tres grandes grupos de dialectos y cinco dialectos en total.
- El grupo de Alaska del Norte, que incluye:

1. El dialecto de la Pendiente del Norte, hablado por toda la costa ártica hasta Kivalina en el sur.
2. El dialecto Malimiut, hablado en el sur de Kivalina y por Kotzebue, por todo el Río Kobuk, en Norton Sound, en Koyuk y Unalakleet.
- El grupo alrededor del Paso Anatuvuk:

3. El dialecto Nunamiu.
- El grupo de la península de Seward:

4. El dialecto del estrecho de Bering o Ingalikmiut
5. El dialecto hablado en Teller, que está cerca del pueblo original de Qawariaq, y en los pueblos desde el sur de Nome hasta Unalakleet.

## Descripción lingüística
Los dialectos iñupiaq, como las otras lenguas esquimo-aleutianas, representan un tipo particular de lenguaje aglutinativo, denominado un lenguaje polisintético, "sintetiza" una raíz y diversos afijos para crear palabras largas con significado de una oración. El iñupiaq tiene tres vocales básicas:'a', 'i', y 'u'. Existen también valores largos de las vocales, escritos como 'aa', 'ii', y 'uu'.
En el Inupiaq, las vocales cortas y largas deben ser distinguidas porque según esas se ve el significado de la palabra. Las vocales cortas se pueden juntar, para así producir los diptongos 'ai', 'ia', 'au', 'iu', y 'ui'. El iñupiaq tiene 14 consonantes. La consonante escrita en Alaska como 'a' es como la 'a' en el inglés o el español, lo que cambia es que el sonido es producido desde un poco más adentro en la garganta.
- Datos: Q27183
- Multimedia: Iñupiaq language / Q27183